# شارل لافران
شارل لويس ألفونس لافران (بالفرنسية: Charles Louis Alphonse Laveran)‏ ـ (باريس، 18 يونيو 1845 ـ 18 مايو 1922) طبيب فرنسي، حصل على جائزة نوبل في الطب عام 1907 لأبحاثه على العديد من الأمراض الوبائية التي تسببها الطفيليات كالملاريا والمثقبيات .

## مولده وعائلته
ولد شارل لافران في باريس في 18 يونيو 1845، وكان كل من أبيه وجده لأبيه يعملان في المجال الطبي؛ فأبوه «لويس تيودور لافران» كان طبيباً عسكرياً وأستاذاً بمدرسة فال دو غراس. وعندما كان شارل طفلاً صغيراً ذهب بصحبة أسرته إلى الجزائر، قبل أن تعود الأسرة ثانية إلى فرنسا ويتولى الأب وظيفة أستاذ بمدرسة فال دو غراس، التي تولى فيما بعد منصب مديرها وحصل على رتبة «مفتش طبي عسكري».
تلقى شارل لافران تعليمه بكلية سان بوب في باريس، ثم بمدرسة لويس الكبير (لوي لوغران) الثانوية، ونظراً لتطلعه إلى السير على خطى والده فقد التحق سنة 1863 بمدرسة الصحة العامة في ستراسبورغ وظل فيها أربع سنوات. وفي سنة 1866 عُيِّن طالباً طبياً مقيماً بمستشفيات ستراسبورغ المدنية. وفي سنة 1867 تقدم بأطروحة موضوعها «تجديد الأعصاب». وعندما اندلعت الحرب الفرنسية البروسية سنة 1870، كان لافران يعمل مساعداً طبياً، فأٌرسل إلى ميتز ليعمل ضابط إسعاف، فشارك في معركتي «غرافلوت» و«سان بريفا» وفي حصار ميتز.

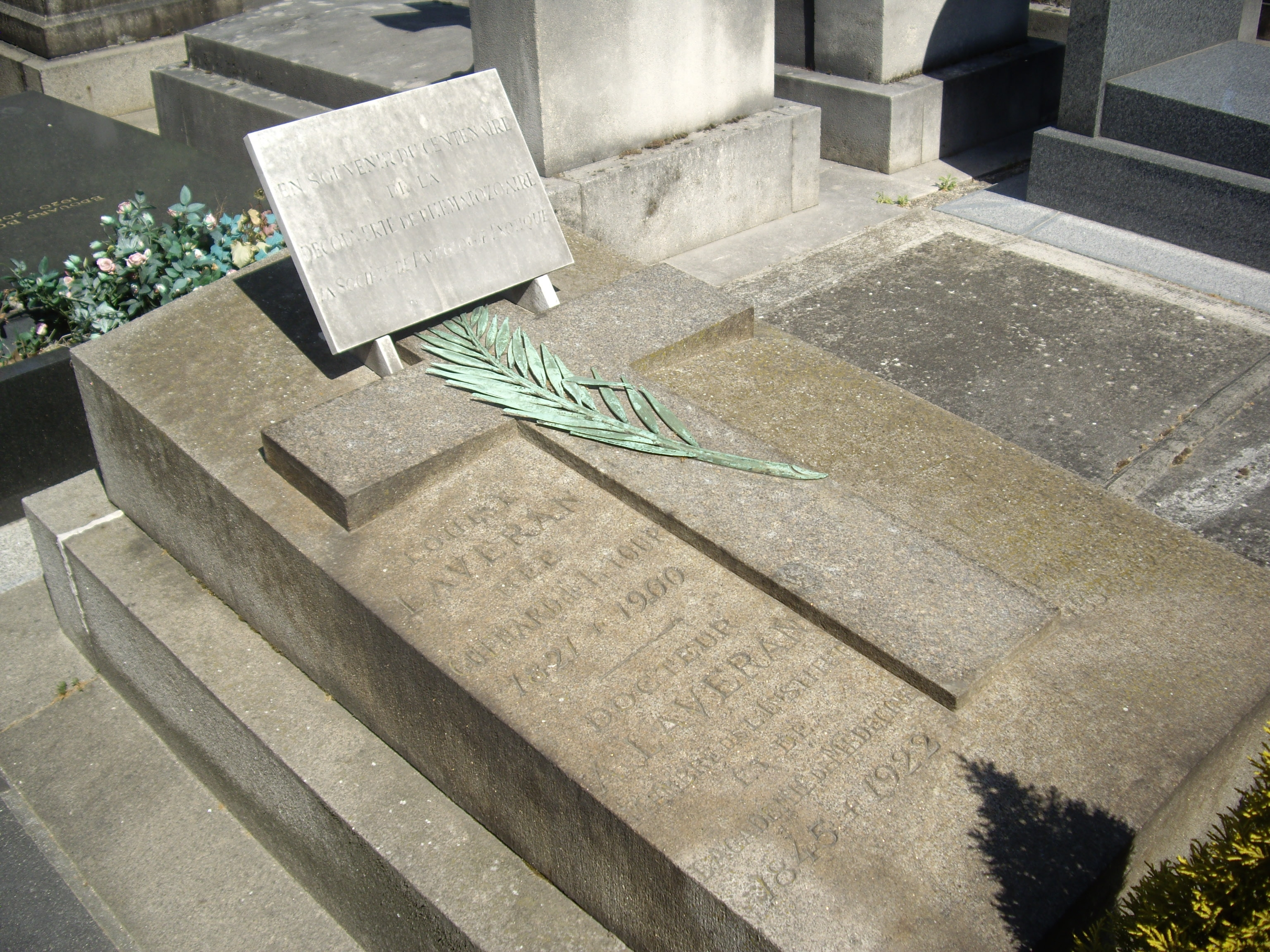
قبر في مقبرة مونبارناس

بعد استسلام ميتز، عاد لافران إلى فرنسا فالتحق أولاً بمستشفى ليل ثم بمستشفى سان مارتان بباريس. وفي سنة 1874 خاض امتحاناً تنافسياً عُيِّن بعد اجتيازه له أستاذاً لكرسي الأمراض والأوبئة العسكرية في مدرسة فال دو غراس، وهو ذات الكرسي الذي شغله والده من قبل. وفي سنة 1878 أرسل لافران إلى عنابة بالجزائر حيث ظل حتى سنة 1883، وأثناء هذه الفترة أجرى أبحاثه البارزة عن طفيل الملاريا، والتي بدأها في عنابة واستكملها بعد انتقاله إلى قسنطينة.

## أبحاثه
في سنة 1880 اكتشف لافران ـ أثناء عمله في المستشفى العسكري في قسنطينة بالجزائر ـ أن الملاريا تنتج عن الإصابة بكائن أولي، وذلك بعد فحصه مسحة دموية أخذت من أحد ضحايا المرض. وقد كان لافران هو أول من أشار إلى مسؤولية هذا الكائن الأولي (طفيل الملاريا) عن حدوث مرض الملاريا. وفي مرحلة لاحقة، درس لافران المثقبيات، وخاصة تلك التي تتسبب في مرض النوم.

## التكريم
في سنة 1893 انتخب لافران عضواً بأكاديمية العلوم الفرنسية، كما حصل على وسام جوقة الشرف من رتبة قائد سنة 1912، وشارك بين عامي 1914 و1918 في جميع اللجان العلمية المختصة بالحفاظ على صحة أفراد الجيوش الفرنسية. كما كان عضواً، وعضواً مشاركاً أو عضواً شرفياً في عدد كبير من الجمعيات العلمية والفكرية في فرنسا وبريطانيا العظمى وبلجيكا وإيطاليا والبرتغال والمجر ورومانيا وروسيا والولايات المتحدة الأمريكية وجزر الهند الغربية الهولندية والمكسيك وكوبا والبرازيل.

## وفاته
توفي لافران في 18 مايو 1922 بعد معاناة مع المرض دامت لعدة أشهر، و دُفن في مقبرة مونبارناس بباريس.

## روابط خارجية
- شارل لافران على موقع الموسوعة البريطانية (الإنجليزية)
- شارل لافران على موقع إن إن دي بي (الإنجليزية)